# Jon Lee Anderson
Jon Lee Anderson (California, 15 de enero de 1957) es un periodista estadounidense que se ha especializado en temas latinoamericanos y en las guerras posteriores a los atentados del 11 de septiembre de 2001.

## Trayectoria
Se inició como periodista en Perú en 1979, como miembro del semanario The Lima Times. Se especializó en temas políticos latinoamericanos y ha desarrollado una escuela sobre la forma de escribir perfiles. Realizó los de importantes personalidades mundiales como Fidel Castro, Gabriel García Márquez, Augusto Pinochet, Charles Taylor, Iyad Allawi, el rey Juan Carlos I de España, Saddam Hussein, y Hugo Chávez. 
Ha escrito artículos para el New York Times, Financial Times, The Guardian, El País, Harper’s, Time, The Nation, Life, Le Monde, Diario Clarín, El Espectador, entre otros medios. Forma parte del personal del The New Yorker.

## Publicaciones
Ha escrito los siguientes libros:
- Inside the Liga (Al Interior de la Liga) (1986), sobre la Liga Mundial Anticomunista, financiada por los Estados Unidos, y sus vinculaciones con la guerra sucia en América Latina y la formación de bandas paramilitares llamadas escuadrones de la muerte (en coautoría con Scott Anderson).
- Zonas de Guerra: voces de los campos de matanza del mundo (1987), recopilación de testimonios tomados en cinco guerras (en coautoría con Scott Anderson).
- Guerrillas (1992), sobre los movimientos insurgentes en El Salvador, Sahara Occidental, Gaza, Afganistán y Birmania.
- Che Guevara: Una Vida Revolucionaria (1997), una de las biografías más importantes de Ernesto Guevara. Para escribirla se radicó en Cuba entre 1992 a 1995, con su esposa y sus tres hijos.
- La tumba del León: Partes de guerra desde Afganistán (2002), sobre la Guerra en Afganistán de 2001.
- La caída de Bagdad (2004), sobre el sitio y ataque a la capital durante la Guerra de Irak.
- La herencia colonial y otras maldiciones (2012), crónicas de África.

### Entrevistas
- Revista Cambio 16 (ed.). «No veo a Colombia distinta a Afganistán». Archivado desde el original el 5 de diciembre de 2008. Consultado el 11 de mayo de 2010.
- Periódico Escuela (ed.). «A los que quieran comunicar la historia de su tiempo, adelante». Consultado el 11 de mayo de 2010.

- Datos: Q2984420
- Multimedia: Jon Lee Anderson / Q2984420